# John Durrill
John Durrill (Houston, 20 augustus 1941) is een Amerikaans zanger, toetsenist en songwriter in rock- en countrymuziek. Tot het eind van de jaren zestig speelde hij in de Five Americans en vervolgens in The Ventures. Als songwriter werkte hij veel met Snuff Garrett en schreef hij voor artiesten als Cher, The Everly Brothers, René Shuman en The Cats, en filmmuziek voor onder meer Clint Eastwood.

## Biografie
Tijdens zijn studie aan de Southeastern Oklahoma State University in Durant maakte hij sinds 1962 deel uit van The Mutineers die onder leiding van Mike Rabon bij elkaar waren gekomen. In de zomer van 1964 besloten ze naar Dallas te gaan, waar ze de naam in 1965 wijzigden in Five Americans. In 1967 behaalde de band een nummer 3-hit in de Amerikaanse Billboard met het nummer Western Union dat mede door Durrill is geschreven.
In 1968 verlieten zowel Norman Ezell als Durrill de band; Durrill sloot zich vervolgens aan bij The Ventures die inmiddels internationaal doorgebroken waren. Aan deze band bleef hij rond veertig jaar verbonden.
Daarnaast maakte hij naam als songwriter. In de eerste helft van de jaren zeventig stond er op nagenoeg elke elpee die Snuff Garrett produceerde een nummer dat geschreven was door John Durrill. Ook op de twee elpees die door de Nederlandse band The Cats werden geproduceerd - weliswaar door Al Capps, maar met betrokkenheid van Garrett - stonden drie nummers van de hand van Durrill. Voor de zangeres Cher schreef hij het nummer Dark lady dat in België en Nederland goed was voor een top 20-notering. Daarnaast leverde Durrill drie songs voor The Everly Brothers en schreef hij muziek voor films van onder meer Clint Eastwood. Het nummer Misery and gin dat werd opgenomen door Merle Haggard kwam hoog in verschillende hitlijsten terecht.
Samen met René Shuman schreef hij "Love you done me wrong" voor het album "Set the clock on rock". Ook was hij co-auteur van de song "On top of the world", het duet dat Shuman opnam met Phil Everly van The Everly Brothers.
- Library of Congress Control Number: no98047241
- Nationale Bibliotheek van Tsjechië: xx0217044
- Virtual International Authority File: 1838151002101530280000
- WorldCat: E39PBJj4pMFXBhvw3Wgw7QRYfq